# اس‌اس هویت
اس‌اس هویت (به انگلیسی: SS Hewitt) یک کشتی بود که طول آن ۴۲۰ فوت (۱۲۸ متر) بود. این کشتی در سال ۱۹۱۴ ساخته شد.